# Medusa (sous-marin, 1911)
Pour les articles homonymes, voir Medusa et Medusa (sous-marin).
Le Medusa est un sous-marin, navire de tête de la classe Medusa, en service dans la Regia Marina lancé au début des années 1910 et ayant servi pendant la Première Guerre mondiale.

## Caractéristiques
La classe Medusa déplaçait 250 tonnes en surface et 305 tonnes en immersion. Les sous-marins mesuraient 45,15 mètres de long, avaient une largeur de 4,2 mètres et un tirant d'eau de 3 mètres. Ils avaient une profondeur de plongée opérationnelle de 40 mètres. Leur équipage comptait 2 officiers et 19 sous-officiers et marins. 
Pour la navigation de surface, les sous-marins étaient propulsés par deux moteurs diesel FIAT de 325 chevaux-vapeur (cv) (239 kW) chacun  entraînant deux arbres d'hélices. En immersion, chaque hélice était entraînée par un moteur électrique  Savigliano de 150 chevaux-vapeur (110 kW). Ils pouvaient atteindre 12,5 nœuds (23,1 km/h) en surface et 8,2 nœuds (15,1 km/h) sous l'eau. En surface, la classe Medusa avait une autonomie de 1 200 milles nautiques (2 222 km) à 8 noeuds (14,8 km/h); en immersion, elle avait une autonomie de 54 milles nautiques (100 km) à 6 noeuds (11,1 km/h).
Les sous-marins étaient armés de deux tubes lance-torpilles à l'avant de 45 centimètres, pour lesquels ils transportaient un total de 4 torpilles.

## Construction et mise en service
Le Medusa est construit par le chantier naval FIAT-San Giorgio de La Spezia en Italie, et mis sur cale le 25 mai 1910. Il est lancé le 30 juillet 1911 et est achevé et mis en service le 1er juin 1912. Il est commissionné le même jour dans la Regia Marina.

## Historique
Le Medusa est le premier sous-marin italien à adopter, pour la navigation de surface, un moteur diesel. Il s'agit d'un moteur 6 cylindres en ligne, d'une puissance de 325 CV, qui est le premier moteur diesel à deux temps, conçu et construit par FIAT en 1909 spécifiquement pour cet usage.
Après les longues épreuves de La Spezia, il est affecté au 1er escadron de sous-marins et déployé à La Maddalena, où il passe une période de formation continue,.
Le 14 septembre 1912, il est envoyé à La Spezia pour un travail qui durera un an et demi, ne revenant à La Maddalena que le 17 mai 1914; il assume le rôle de chef d'escadron.
Le 1er juillet 1914, le Medusa est renvoyé à La Spezia, à la défense de laquelle il est affecté,, dans le cadre du IIe Escadron de sous-marins.
Le 15 mars 1915 - le commandant de l'unité était le lieutenant de vaisseau (tenente di vascello) Alessandro Vitturi - le Medusa est à nouveau transféré au Ier Escadron, stationné à Venise: il achève le long voyage de circumnavigation de la péninsule italienne, escorté d'abord le navire de soutien Napoli, jusqu'à Tarente, puis, jusqu'à Venise, par un autre navire de soutien, le Liguria,. Pendant sa traversée en mer Adriatique, le sous-marin, à cause du brouillard, s'est échoué à deux cents mètres au sud-est de l'écueil de San Clemente, non loin d'Ancône,. En plus du Liguria, les remorqueurs San Marco et Hellespont, ont été nécessaires pour désengager le sous-marin.
Après l'entrée de l'Italie dans la Première Guerre mondiale - à cette époque, le Medusa est à Venise et est encore commandé par le lieutenant de vaisseau Vitturi. Il opère de manière offensif contre les routes marchandes austro-hongroises et contre les ports ennemis dans le nord de l'Adriatique, en effectuant de courtes missions.
Le 8 juin 1915, alors que l'équipage - l'unité est amarrée à Venise - est occupé à réparer les moteurs qui posent des problèmes, il reçoit l'ordre de rester en embuscade entre Umag et Punta Salvore et d'y rester jusqu'au 9 juin, le retour étant prévu pour le 10 au matin,.
La mission s'est déroulée sans événement particulier, même s'il y a eu le problème des moteurs diesel qui sont tombés en panne à plusieurs reprises, obligeant à plonger et à naviguer avec les moteurs électriques pendant les réparations. Le 9, à 20h30, le sous-marin se pose sur le fond marin au large de Cortellazzo pour une nuitée.
Le 10 juin au matin, le Medusa commence sa navigation de retour, en suivant le cap de sécurité en surface, maintenant à l'intérieur de la ligne patrouillée par les torpilleurs italiens,. L'unité navigue à 8 nœuds, propulsée principalement par le moteur tribord et flanquée d'un torpilleur; sur le pont et dans la tourelle se trouvent le commandant Vitturi, le sous-commandant Giobatta Carniglia, le timonier et marin Costanzo Salvatore et trois autres marins de veille, tandis que les autres membres de l'équipage se préparent à rentrer sous le pont.
Vers 6h15 du matin - à ce moment-là, le Medusa est au large de Bocche di Lido - une torpille est aperçue à moins de vingt mètres du sous-marin; le commandant Vitturi donne l'ordre de virer à tribord pour tenter de l'éviter et certains hommes, dont le lieutenant Carniglia, ont abandonné l'unité qui, immédiatement après, est touchée par la torpille et coule par l'arrière en 30-40 secondes,.
Avec la disparition du Medusa, le commandant Vitturi, trois sous-officiers, neuf marins et un ouvrier du bâtimentdécèdent.
Seuls le lieutenant Carniglia, un électricien grièvement blessé et trois marins sont sauvés. Ils se réfugient sur une bouée flottante à proximité et sont récupérés et faits prisonniers deux heures plus tard par l'unité qui les a coulé, le sous-marin austro-hongrois U-11 (ex UB-15 allemand),,.
Quelques jours après le naufrage, des unités parties de Venise repèrent l'épave du Medusa à la position géographique de 45° 24′ 14″ N, 12° 41′ 00″ E, mais il est décidé de ne pas le récupérer car les attaques des sous-marins ennemis auraient mis en danger les unités engagées dans cette opération.
En 1956, la "Cooperativa Triestina Goriup" demande à la Marina Militare (marine militaire italienne) l'autorisation de récupérer l'épave du sous-marin. Une fois l'autorisation accordée, l'épave du Medusa est harnachée avec deux câbles et ramenée à la surface, le 18 août 1956, par le ponton Velj Joze. L'épave est ensuite remorquée à Punta Sabbioni (à l'extérieur du port du Lido) et inspectée: à l'intérieur se trouvent une cinquantaine de tonnes de sable et de boue et les squelettes de 13 hommes de l'équipage. Les restes des victimes sont enterrés avec les honneurs militaires au Mémorial de Redipuglia et l'épave est démantelée.
La proue extrême du Medusa et d'autres composants (dont le gouvernail) sont exposés au Musée d'histoire navale de Venise,, tandis que le moteur est exposé au Musée des sciences et des technologies de Milan.